# Марија Горица
Марија Горица је насељено место и седиште општине у Загребачкој жупанији, Хрватска. До територијалне реорганизације у Хрватској налазила се у саставу бивше велике општине Запрешић.